# Şahinkaya
Şahinkaya ist ein türkischer Familienname mit der Bedeutung „Bussardfelsen“ (als Synonym für Kraft und Stärke), gebildet aus den Elementen şahin (Bussard) und kaya (Felsen).

## Namensträger
- Bülent Şahinkaya (1948–2009), türkischer Fußballspieler
- Coşkun Şahinkaya (* 1942), türkischer Fußballspieler
- Güngör Şahinkaya (* 1954), türkischer Fußballspieler und -trainer
- Hayrullah Şahinkaya (* 1934), türkischer Ringer
- Nilperi Şahinkaya (* 1988), türkische Schauspielerin
- Tahsin Şahinkaya (1925–2015), türkischer General